# Burguete
Burguete ("Burguete" in Castilian, "Auritz" in Basque) là một đô thị trong tỉnh và cộng đồng tự trị Navarre, Tây Ban Nha. Đô thị này có diện tích là 19,23 ki-lô-mét vuông, dân số năm 2007 là 312 người.
Đô thị nằm ở độ cao 894 m trên mực nước biển, cách tỉnh lỵ 45 km.

## Biến động dân số
| Biến động dân số                                              | Biến động dân số | Biến động dân số | Biến động dân số | Biến động dân số | Biến động dân số | Biến động dân số | Biến động dân số | Biến động dân số | Biến động dân số | Biến động dân số |
| 1996                                                          | 1998             | 1999             | 2000             | 2001             | 2002             | 2003             | 2004             | 2005             | 2006             | 2007             |
| ------------------------------------------------------------- | ---------------- | ---------------- | ---------------- | ---------------- | ---------------- | ---------------- | ---------------- | ---------------- | ---------------- | ---------------- |
| 320                                                           | 328              | 334              | 336              | 326              | 320              | 324              | 323              | 315              | 306              | 312              |
| Nguồn: Auritz/Burguete et instituto de estadística de navarra |                  |                  |                  |                  |                  |                  |                  |                  |                  |                  |